# Pterois miles
Pterois miles là một loài cá sư tử trong họ Scorpaenidae. Nó thường bị nhầm lẫn với họ hàng gần của nó, cá mao tiên (Pterois volitans).

## Mô tả
Loài cá này có chiều dài phổ biến lên đến 35 cm. Nó thay đổi màu sắc từ màu đỏ nâu hoặc xám, và có vây lưng và vây ngực giống như cánh lông. Khuôn mặt của nó là ít góc cạnh hơn so với P. volitans. Loài cá sư tử này đều có các tua dài, thân có nhiều sọc màu đỏ, vàng, cam, nâu, đen sống chủ yếu ở các rặng san hô, thích nghi rất tốt với môi trường biển Caribe.
Loài cá này thường được tìm thấy trong các khu vực với các đường nứt hoặc đầm phá, thường xuyên trên các sườn dốc bên ngoài của các rạn san hô.
Loài cá này có nguồn gốc từ Ấn Độ Dương, Biển Đỏ, đến Nam Phi, và Indonesia, nó còn được gọi ở miền đông Địa Trung Hải. Nó là rất tương tự xuất hiện P. volitans, mà không hiện diện ở Biển Đỏ. Gai vây là rất độc và có thể nguy hiểm đối với con người.

## Hình ảnh

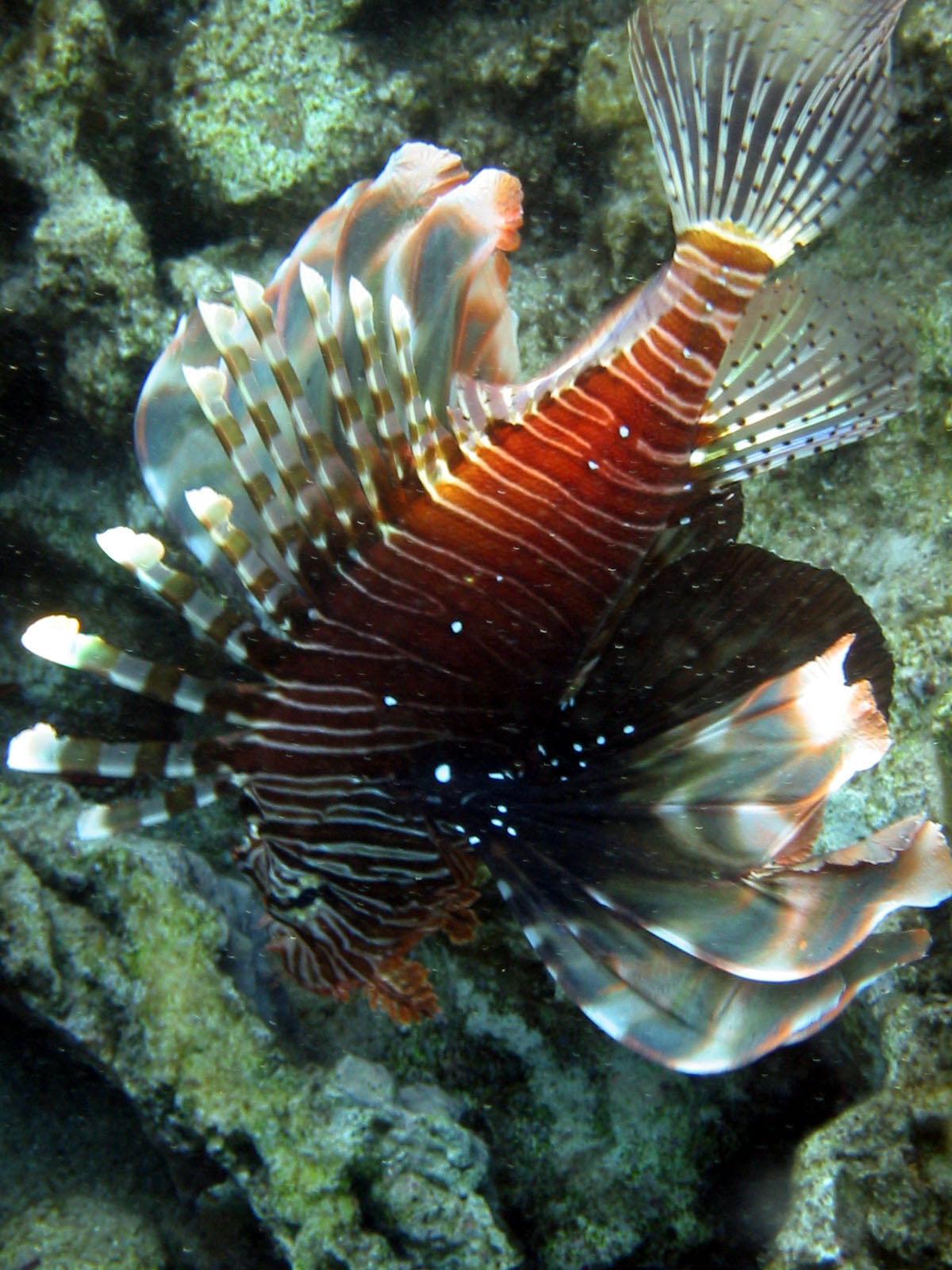
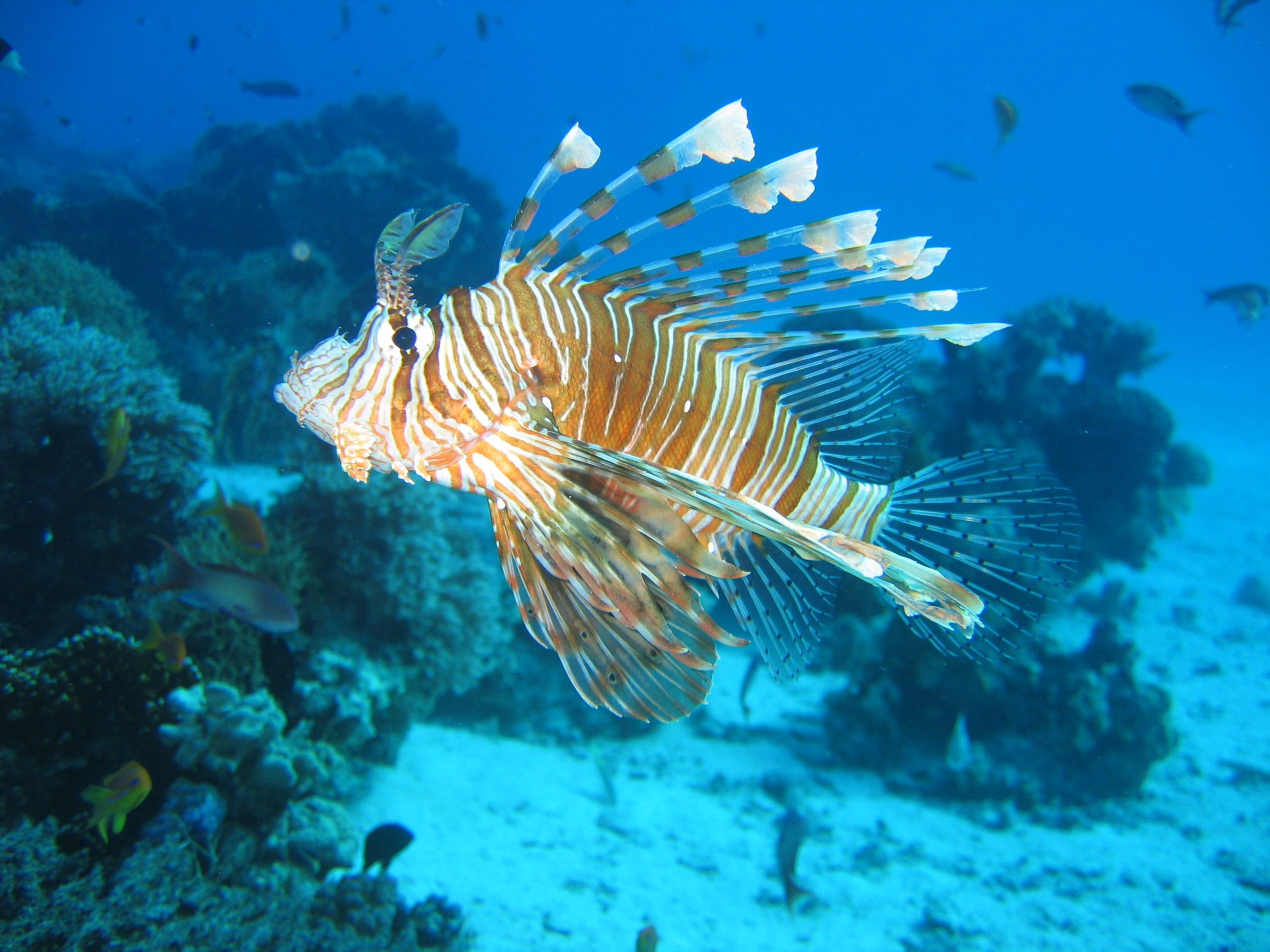
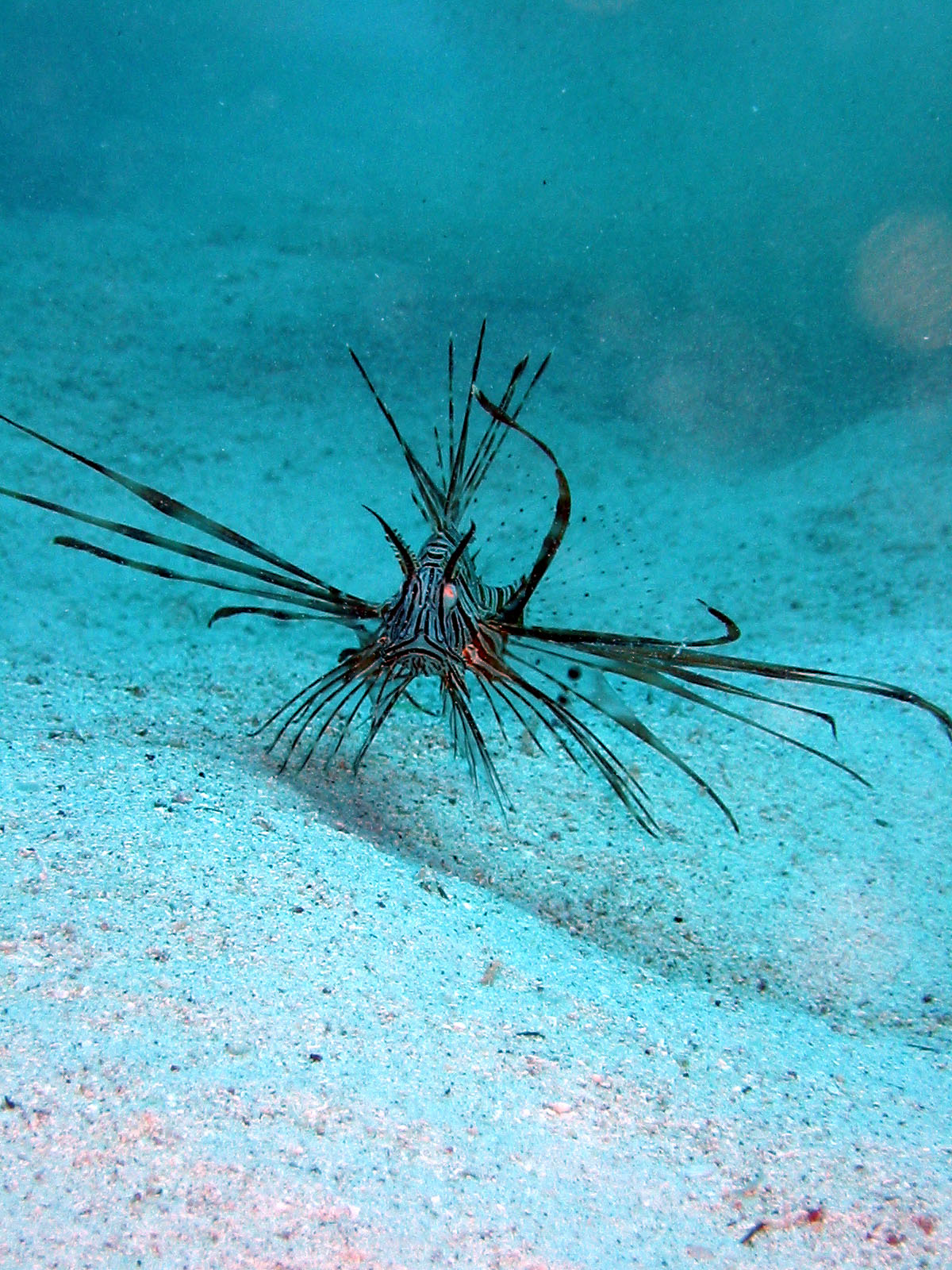
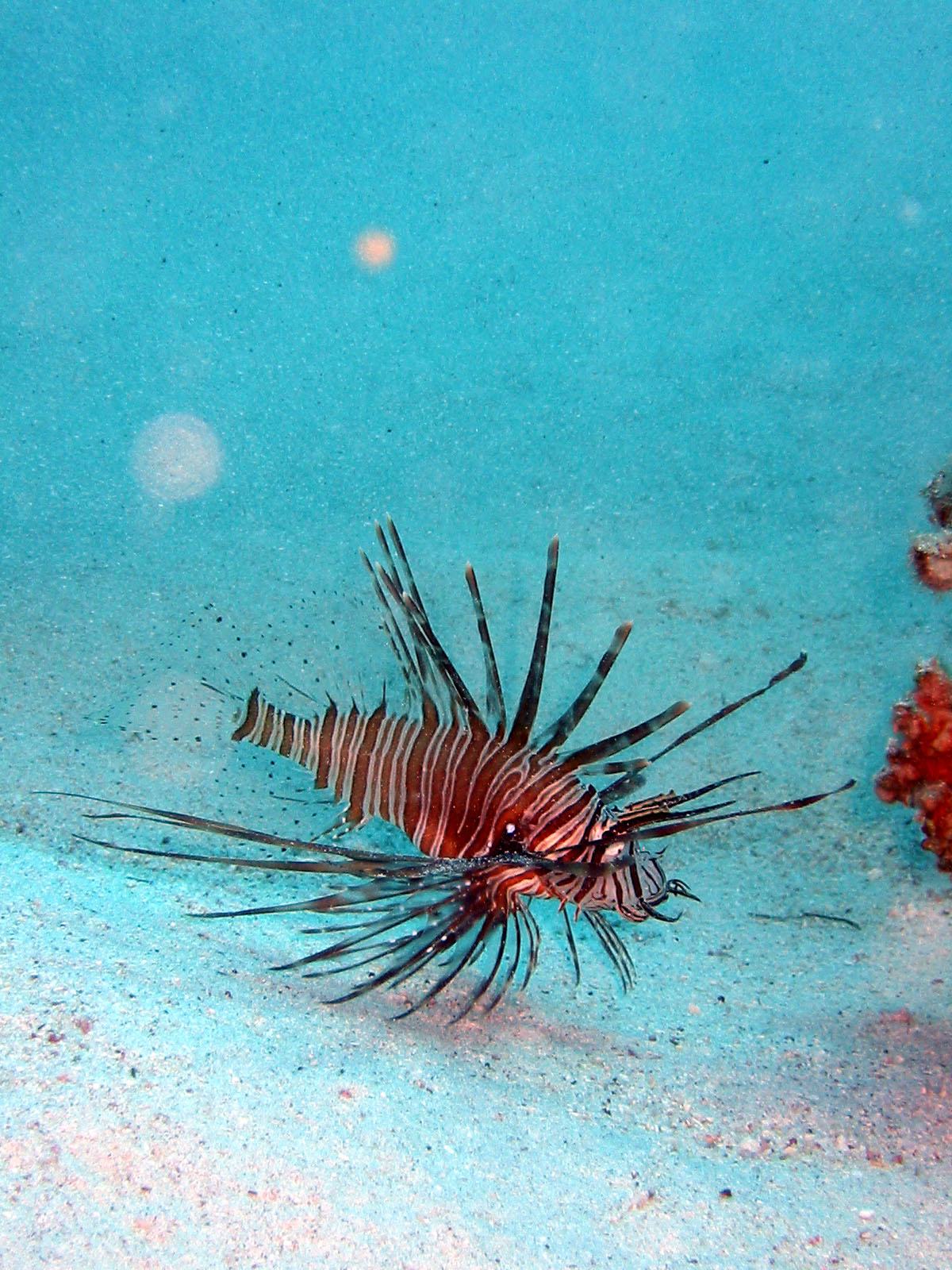